# Высокотемпературный ядерный реактор

Схема сверхвысокотемпературного реактора.

Высокотемпературный ядерный реактор (ВТР, HTR, HTGR) представляет собой прямоточный ядерный реактор поколения IV с графитовым замедлителем. ВГР — это тип высокотемпературного реактора (ВТР), который теоретически может иметь температуру на выходе 1000 °C. Активная зона реактора может быть либо «призматическим блоком» (напоминающим обычную активную зону реактора), либо активной зоной с галечным слоем. Высокие температуры позволяют производить водород с помощью термохимического цикла серо-йод.

## Обзор

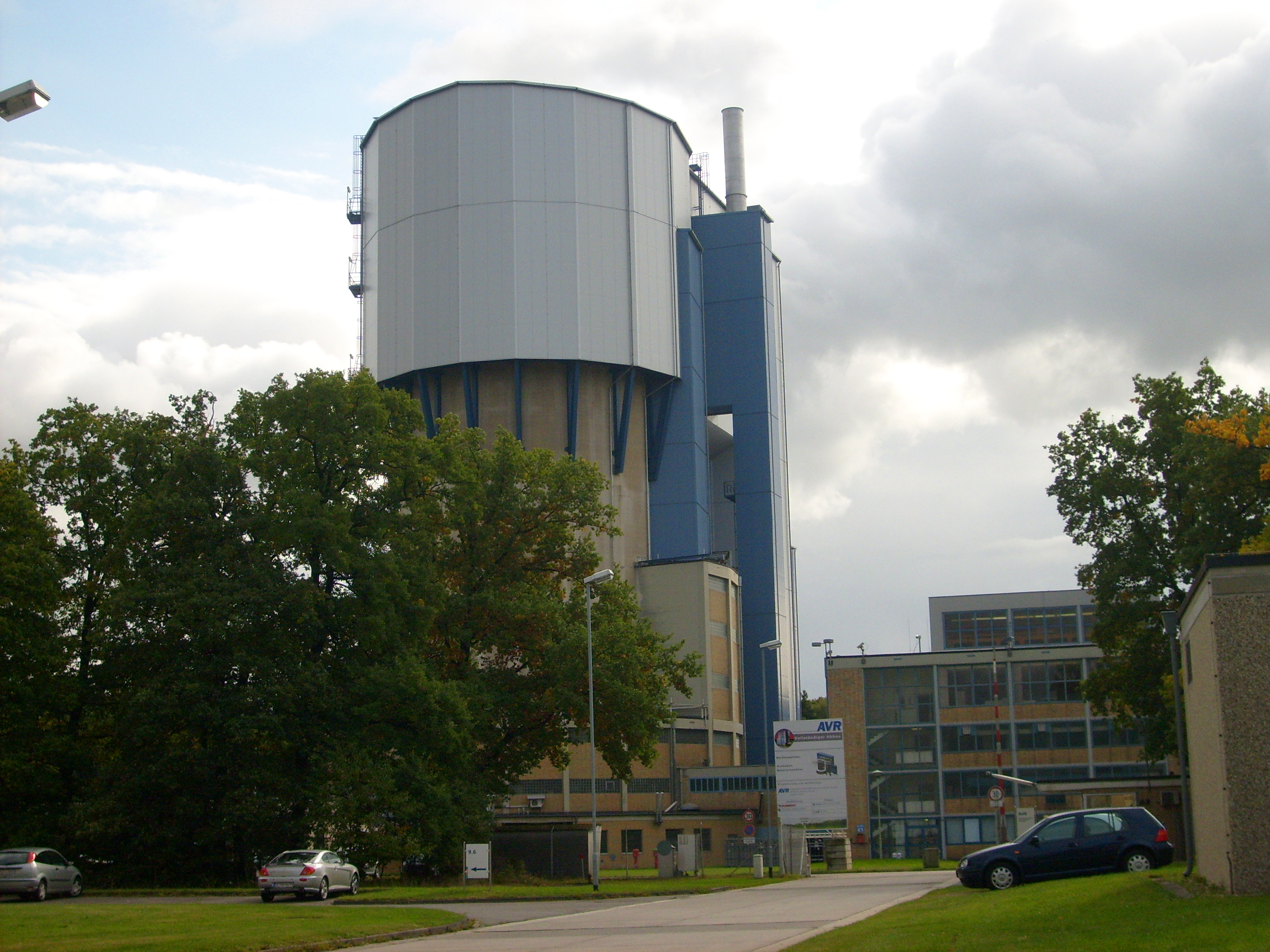
AVR в Германии.

ВГР — это тип высокотемпературного реактора, в котором теоретически могут достигаться выходные температуры до 1000 °С.
Существует два основных типа ВГР: реакторы с галечным слоем (PBR) и призматические блочные реакторы (PMR). Призматический блочный реактор имеет активную зону призматической блочной конфигурации, в которой гексагональные графитовые блоки уложены друг на друга в цилиндрическом корпусе высокого давления. Конструкция реактора с галечным слоем (PBR) состоит из топлива в форме гальки, уложенных вместе в цилиндрическом корпусе высокого давления. В обоих реакторах топливо может быть уложено в кольцевом пространстве с графитовым центральным шпилем, в зависимости от конструкции и желаемой мощности реактора.

## История
Конструкция ВГР была впервые предложена сотрудниками подразделения Power Pile лаборатории Клинтона (известного теперь как Национальная лаборатория Окриджа) в 1947 году. Профессор Рудольф Шультен из Германии также сыграл свою роль в развитии атомной энергетики в 1950-х годах. Питер Фортескью, когда он работал в General Atomic, был руководителем группы, ответственной за начальную разработку высокотемпературного реактора с газовым охлаждением, а также газового реактора на быстрых нейтронах.
Реактор Peach Bottom в Соединенных Штатах был первым ВГР, производящим электричество, и очень успешно работал с 1966 по 1974 год в качестве демонстратора технологий. Одним из примеров этой конструкции была генерирующая станция Форт-Сент-Врейн, которая работала как ВГР с 1979 по 1989 год. Хотя у реактора возникли некоторые проблемы, которые привели к его снятию с эксплуатации из-за экономических факторов, он послужил доказательством концепции ВГР в Соединенных Штатах (хотя с тех пор там не было разработано никаких новых коммерческих ВГР). 
ВГР также разрабатывались в Великобритании (реактор Dragon) и Германии (реактор AVR и THTR-300), а в настоящее время существуют в Японии (высокотемпературный инженерный испытательный реактор с использованием призматического топлива мощностью 30 МВт) и Китае (HTR-10, проект реактора с галечным слоем электрической мощностью 10 МВт). По состоянию на 2019 год два полномасштабных реактора ВГР с галечным слоем HTR-PM, каждый с электрической мощностью 100 МВт, строятся в Китае по состоянию на 2019 год.

## Конструкция ядерного реактора

### Нейтронный замедлитель
Замедлителем нейтронов является графит, хотя конфигурация активной зоны реактора в виде графитовых призматических блоков или графитовых галек зависит от конструкции ВГР.

### Ядерное топливо
Топливо, используемое в ВГР, представляет собой покрытые топливные частицы, такие как частицы топлива TRISO. Топливные частицы с покрытием имеют топливные ядра, обычно сделанные из диоксида урана, однако также возможен карбид урана или оксикарбид урана. Оксикарбид урана объединяет карбид урана с диоксидом урана для уменьшения стехиометрии кислорода. Меньшее количество кислорода может снизить внутреннее давление в частицах TRISO, вызванное образованием монооксида углерода из-за окисления пористого углеродного слоя в частице. Частицы TRISO либо диспергируются в гальке, которая формирует галечный слой, либо формуются в брикеты/стержни, которые затем вставляются в гексагональные графитовые блоки. Концепция топлива QUADRISO разработанная в Аргоннской национальной лаборатории, была использована для лучшего управления избытком реактивности.

### Охлаждающая среда

#### Гелий
Гелий до сих пор использовался в качестве теплоносителя в большинстве ВГР, а пиковая температура и мощность зависят от конструкции реактора. Гелий — инертный газ, поэтому он обычно не вступает в химическую реакцию с какими-либо материалами. Кроме того, воздействие нейтронного излучения на гелий не делает его радиоактивным в отличие от большинства других возможных теплоносителей.

#### Расплавленная соль
Вариант LS-VHTR, охлаждаемый расплавленной солью, аналогичен конструкции усовершенствованного высокотемпературного реактора (AHTR), в котором для охлаждения в гальке используется жидкая фторидная соль. Он имеет много общих черт со стандартной конструкцией ВГР, но в качестве теплоносителя используется расплав солей вместо гелия. Топливо из гальки плавает в соли, и, таким образом, гранулы впрыскиваются в поток охлаждающей жидкости, которая переносится на дно слоя из гальки, и удаляются из верхней части слоя для рециркуляции. LS-VHTR имеет много привлекательных особенностей, в том числе: способность работать при высоких температурах (точка кипения большинства рассматриваемых расплавленных солей более 1400 °C), работа при низком давлении, высокая удельная мощность, лучший КПД электрического преобразования, чем у ВГР с гелиевым охлаждением, работающего в аналогичных условиях, системы пассивной безопасности и лучшее удержание продуктов деления в случае аварии.

### Контроль
В призматических конструкциях регулирующие стержни вставляются в отверстия, вырезанные в графитовых блоках, составляющих сердечник. Реакторы галечного типа управляться так же, как и текущие конструкции модульных реакторов с галечным слоем, если в нём используется сердцевина из гальки, управляющие стержни будут вставлены в окружающий графитовый отражатель. Контроля также можно добиться, добавляя гальку, содержащую поглотители нейтронов.

### Проблемы с материалами
Высокая температура, высокая доза нейтронов и, если используется теплоноситель на расплаве солей, коррозионная среда требуют материалов, которые превышают ограничения современных ядерных реакторов. В исследовании реакторов поколения IV (у которых есть множество вариантов, включая высокотемпературные), Мурти и Чарит полагают, что основными кандидатами для использования в ВТР являются материалы, которые имеют высокую стабильность размеров, как под механическим напряжением, так и без него, сохраняют прочность на разрыв, пластичность, сопротивление ползучести при старении и коррозионную стойкость. Некоторые предлагаемые материалы включают суперсплавы на основе никеля, карбида кремния, определённые марки графита, высокохромистые стали и тугоплавкие сплавы. В национальных лабораториях США проводятся исследования того, какие конкретные проблемы необходимо решить в ВТР поколения IV до начала строительства.

## Функции безопасности и другие преимущества
Реакторы с гелиевым охлаждением и графитовым замедлителем при определённой оптимизации конструкции имеют ряд преимуществ, связанных с безопасностью. Графит имеет большую тепловую инерцию, а гелиевый хладагент однофазный, инертный и не оказывает влияния на реактивность. Сердечник состоит из графита, обладает высокой теплоемкостью и структурной стабильностью даже при высоких температурах. Топливо покрыто оксикарбидом урана, который обеспечивает высокую эффективность (около 200 ГВт·день/т) и удерживает продукты деления. Высокая средняя температура на выходе из активной зоны ВГР (1000 °C) позволяет производить технологическое тепло без выбросов. Реактор рассчитан на 60 лет службы.
- CAREM
- Time-dependent neutronics and temperatures
- High-temperature engineering test reactor
- List of nuclear reactors
- Next Generation Nuclear Plant
- Nuclear reactor physics
- UHTREX